# Notisia intonsa
 Notisia intonsa   (S.Moore) P.S.Short, 2016 è una specie di piante angiosperme dicotiledoni della famiglia delle Asteraceae (sottofamiglia Asteroideae, tribù Gnaphalieae e sottotribù Gnaphaliinae).  Notisia intonsa  è anche l'unica specie del genere  Notisia   P.S.Short, 2016.

## Etimologia
Il nome del genere (Notisia) deriva essenzialmente da un riordinamento delle lettere che compongono l'epiteto specifico (intonsa); non è un anagramma, essendo in meno una lettera e con una “i” aggiuntiva. L'epiteto specifico (intonsa) indica una pianta ricca peluria (non tagliata o rasa).
Il nome scientifico della specie è stato definito dai botanici Spencer Le Marchant Moore (1850-1931) e Philip Sydney Short (1955-) nella pubblicazione " Journal of the Adelaide Botanic Gardens. Adelaide" ( J. Adelaide Bot. Gard. 29: 211) del 2016. Il nome scientifico del genere è stato definito nella stessa pubblicazione.

## Descrizione
Portamento. La specie di questa voce ha un habitus di tipo erbaceo annuale aromatico. Tutta la pianta è cotonosa. I cauli di queste piante sono provvisti del floema, ma non di canali resiniferi; mentre i sesquiterpeni lattoni sono normalmente assenti (piante senza lattice).
Fusto. La parte aerea in genere varia da prostrata a eretta.
Foglie. Le foglie sono disposte in modo alternato e sono più o meno sessili (e/o decorrenti). La lamina è intera da obovata a oblanceolata, talvolta nettamente spatolata; i margini sono continui. La superficie è cotonosa.
Infiorescenza. Le sinflorescenze sono composte da circa 5 capolini raccolti in formazioni lasse. Le infiorescenze vere e proprie sono formate da un capolino lanoso terminale peduncolato (disciforme o discoide) eterogamo e sotteso da una a numerose foglie simili a brattee, da cotonose a lanose. I capolini sono formati da un involucro, con forme da cilindriche a campanulate, composto da 6 - 7 brattee, al cui interno un ricettacolo fa da base ai fiori. Le brattee, densamente lanose, rigide a consistenza erbacea, sono disposte in modo più o meno embricato su più serie e possono essere connate alla base (strati di stereoma indiviso);  talora possono avere un margine ialino. Il ricettacolo è senza pagliette a protezione della base dei fiori (raramente quest'ultime sono presenti); la forma è convessa o piatta.
Fiori.  I fiori sono tetra-ciclici (formati cioè da 4 verticilli: calice – corolla – androceo – gineceo) e pentameri (calice e corolla formati da 5 elementi). Sono inoltre tubulosi, attinomorfi e si distinguono in:
- fiori del disco esterni (2 fiori): sono femminili e filiformi; sono sottesi da una singola brattea fortemente conduplicata che racchiude la metà inferiore del tubo della corolla e anche il successivo frutto;
- fiori del disco centrali (2 fiori): sono tubulosi e funzionalmente maschili; insieme sono circondati da 4 o 5 brattee che sono fuse per circa metà della loro lunghezza.

In questo gruppo di piante i fiori radiati (ligulati o del raggio) sono assenti; a volte sono confusi con i fiori femminili (tubulosi) del disco esterno più o meno sub-zigomorfi con un lembo piatto e possono essere interpretati come fiori del raggio.
- Formula fiorale:

*/x K {\displaystyle \infty }, [C (5), A (5)], G 2 (infero), achenio
- Calice: i sepali del calice sono ridotti ad una coroncina di squame.

- Corolla: la forma della corolla normalmente è tubolare con 5 lobi (raramente 4); i lobi hanno una forma deltata o più o meno lanceolata. I colori della corolla sono giallo, violaceo, bianco o rosso.

- Androceo: l'androceo è formato da 5 stami sorretti da filamenti generalmente liberi; gli stami sono connati e formano un manicotto circondante lo stilo; le teche (produttrici del polline) sono prive di sperone, ma hanno la coda (una sola); le appendici apicali delle antere hanno delle forme da ovate a lineari e piatte; il tessuto endoteciale (rivestimento interno dell'antera) è quasi sempre polarizzato (con due superfici distinte: una verso l'esterno e una verso l'interno). Il polline è di tipo echinato (con punte sporgenti) a forma sferica è formato inoltre da due strati di ectesine, mentre lo strato basale è spesso e regolarmente perforato (tipo “gnafaloide”).[7]

- Gineceo: l'ovario è infero uniloculare formato da 2 carpelli. Lo stilo (il recettore del polline) è intero o biforcato con due stigmi nella parte apicale. Gli stigmi hanno una forma variabile da subtroncata a ottusa; possono essere ricoperti da minute papille o avere dei penicilli apicali. Le superfici stigmatiche sono separate.[7]

Frutti. I frutti sono degli acheni senza pappo. Gli acheni sono piccoli a forma variabile ellissoidale; la superficie è glabra; il pericarpo può essere percorso longitudinalmente da due fasci vascolari. Il carpoforo è anulare.

## Biologia
Impollinazione: tramite insetti (impollinazione entomogama tramite farfalle diurne e notturne).

Riproduzione: la fecondazione avviene fondamentalmente tramite l'impollinazione dei fiori.

Dispersione: i semi cadono a terra e vengono dispersi soprattutto da insetti come formiche (disseminazione mirmecoria). Un altro tipo di dispersione è zoocoria: gli uncini delle brattee dell'involucro (se presenti) si agganciano ai peli degli animali di passaggio che portano così i semi anche su lunghe distanze. Inoltre per merito del pappo il vento può trasportare i semi anche per alcuni chilometri (disseminazione anemocora).

## Distribuzione e habitat
Le specie di questa voce è distribuite in Australia.

## Sistematica
La famiglia di appartenenza di questa voce (Asteraceae o Compositae, nomen conservandum) probabilmente originaria del Sud America, è la più numerosa del mondo vegetale, comprende oltre 23.000 specie distribuite su 1.535 generi, oppure 22.750 specie e 1.530 generi secondo altre fonti (una delle checklist più aggiornata elenca fino a 1.679 generi). La famiglia attualmente (2021) è divisa in 16 sottofamiglie; la sottofamiglia Asteroideae è una di queste e rappresenta l'evoluzione più recente di tutta la famiglia.

### Filogenesi
Il genere della specie di questa voce è descritto nella tribù Gnaphalieae, una delle 21 tribù della sottofamiglia Asteroideae. Da un punto di vista filogenetico, la tribù Gnaphalieae fa parte del supergruppo (o sottofamiglia) "Asteroideae grade"; l'altro è il supergruppo "Non-Asteroideae" contenente il resto delle sottofamiglie delle Asteraceae. All'interno del supergruppo è vicina alle tribù Senecioneae, Calenduleae, Astereae e Anthemideae.
La sottotribù Gnaphaliinae è caratterizzata da portamenti di vario tipo con specie ginomonoiche e monoiche, da foglie con margini interi, da capolini disciformi omogami o eterogami e raramente radiati (o subradiati), dallo stilo con rami troncati e superfici stigmatiche separate apicalmente, da acheni glabri o con tricomi allungati e pappo ridotto. La sottotribù è divisa provvisoriamente in diversi cladi (Metalasia, Ifloga, Stoebe, Hap, Flag, Lasiopogon e Australasian). Il genere  Notisia  attualmente, pur appartenendo alle Gnaphalieae, non è descritto all'interno di nessun gruppo delle Gnaphaliinae.
I caratteri distintivi della specie  Notisia intonsa  sono:
- le sinfloresenze sono lasse;
- le brattee esterne dell'involucro di tutti i capolini sono facilmente visibili;
- i capolini sono eterogami (sono presenti sia fiori femminili che maschili).

### Sinonimi
Sono elencati alcuni sinonimi per questa entità:
- Gnephosis intonsa S.Moore